# Чжан Цзи
Чжан Цзи (кит. трад. 張繼, упр. 张继, пиньинь Zhāng Jì, 31 августа 1882, Цансянь, провинция Хэбэй, Китайская Республика — 15 декабря 1947, Нанкин, Китайская Республика) — китайский государственный деятель, революционер и ранний китайский анархист, ведущий член правой партии Гоминьдан. Председатель Законодательного Юаня Китайской Республики (1932), в должность не вступил.
Чанг был первым председателем Католический университет Фужэнь с июня 1929 по декабрь 1947 года.

## Биография
Получив классическое образование в Китае, в 1899 году отправился в Японию, где учился в университете Васэда. В 1900 году совместно с другими китайскими студентами организовали в Токио анти-маньчжурское движение «Цинняньхуэй». Там же он подружился с революционерами Чжаном Бинлинем и Цзоу Жуном, и привлек японских радикалов, таких как журналист Сюсуй Котоку. Занимался шанхайским журналом «Субао», который являлся центром публикации революционной деятельности. В период преподавательской деятельности в Чанше также познакомился с Хуан Сином, другим ранним революционером. В 1904 году опубликовал значимую статью, названную «Анархизм и дух анархистов». Вдохновленный историей Французской революции и в духом Дантона, он защищал терроризм и убийства:
Террористы открыто заявляют: «цель оправдывает средства». Это означает, что если что-то помогает в достижении моих целей, я могу использовать это. Если мои средства могут обеспечить безопасность народа, даже если это влечет за собой убийства, я могу использовать их. Теория анархистов похожа на это; следовательно, они выступают за убийство
.
В 1905 году он был вынужден вернуться в Японию, где присоединился к организации «Тунмэнхой», созданной Сунь Ятсеном, и стал редактором журнала «Миньбао». В журнале он высмеял соперника Суня, Ляна Цичао. Он и Лю Шипэй находились под влиянием японских радикалов и стали токийскими коллегами парижских анархистов.
С 1908 по 1911 годы провел в Париже, Женеве и Лондоне. В Париже он познакомился с Ли Шицзэном и У Чжихуэем, руководителями группы анархистов. Лето 1908 года провел в сельской анархической коммуне на севере Франции, где во время работ обсуждал анархизм с активистами из разных стран. Вернулся в Китай, когда узнал о Революции 1911 года, и был недолгое время членом Китайской социалистической партии, возглавляемой Цзяном Канху, до возвращения Сунь Ятсена. Однако Чжан и Сунь поссорились, когда Чжан выступил против плана Суня, чтобы реорганизовать свою политическую партию и требовал личной лояльности к нему. После нескольких лет путешествий по Европе, США и Японии, в 1920 году вновь начал заниматься партийной работой в Северном Китае.
В 1920-е годы занимал высокие посты в Гоминьдане и выступал против влияния Коммунистической партии Китая, предлагавшей Суню вступить в ее ряды. После смерти Суня в 1925 году был избран в Государственный совет, и стал ассоциироваться с группой, известной как «Клика западных холмов (Сишань Хуэйи)», созванной в ноябре 1925 года против коммунистического влияния. В начале 1930-х годов националистические лидеры несколько раз посылали его на переговоры с недовольными провинциальными силами. В одном известном инциденте в 1935 году, и Чжан и Ху Ханьминь спасли Ван Цзинвэя от убийства, закрыв его, ограждая от взрыва. После начала в 1937 году Второй Японо-китайской войны занимался сбором и редактированием материалов по истории партии. В 1945 году занимался партийной работы в ряде провинций Китайской Республики, а в 1947 году стал директором института национальной истории «Гошигуань» .